# Il nemico invisibile (film 1934)
Charlie Chan in London è un film del 1934 diretto da Eugene Forde.
Il personaggio di Charlie Chan, ispettore cinese della polizia di Honolulu, è interpretato dall'attore di origine svedese Warner Oland.

## Trama
Charlie Chan si trova a Londra ,ricevuto dal Ministro degli interni che si complimenta con lui per la risoluzione del caso di Honolulu, poi si appresta a ripartire. In albergo riceve la visita di Neil Howard e della fidanzata Pamela Gray, che gli chiedono di indagare su un caso e salvare Paul Gray, fratello di Pamela, dall'accusa di omicidio di Hamilton, maggiore dell'aeronautica,  avvenuto nelle scuderie della casa di campagna di Geoffrey Richmond. A carico di Paul, segretario di Richmond, durante il processo emersero delle prove schiaccianti, e venne condannato all'impiccagione, il ricorso venne respinto e la pena diventerà esecutiva dopo tre giorni. Chan nel pomeriggio incontra Paul e si convince della sua innocenza. Così riunisce tutti gli interessati nella villa di Richmond e ricostruisce il crimine. Poi Chan interroga lo stalliere Lake, ed intuisce che mente perché ha paura di qualcosa. La mattina successiva il corpo di Lake viene rinvenuto senza vita nella sua camera.
Il sergente Thacker è convinto si tratti di suicidio, ma Chan deduce immediatamente che si tratta di omicidio, e chiede a Thacker di mantenere il segreto sul nuovo delitto. Nel corso della notte successiva qualcuno spara con una pistola ad aria dalla finestra e tenta di uccidere Chan mentre questi è nello studio di villa Richmond. Viene fermato Neil Howard, ma Chan lo lascia libero: "se vuole che uccello canti, non rinchiuderlo in gabbia" dice a Thacker. Lady Mary Bristol ha una rivelazione da fare a Chan e lascia un biglietto a Pamela perché glielo consegni. Nel frattempo Chan scopre che Hamilton era un grande progettista di aerei, e che stava lavorando ad un progetto molto importante. Ora in pericolo è la vita di lady Mary, impegnata nella caccia alla volpe. Caduta da cavallo, si procura una frattura al cranio, ma sembra non in pericolo di vita. La verità è che l'assassino ha rubato i progetti di Hamilton per un aereo silenzioso, ma Hamilton lo ha scoperto ed è stato ucciso. Attira l'assassino in una trappola, e questo, pensando di poterlo uccidere, spara a Chan con una pistola, risultata poi caricata a salve, rivelandosi: si tratta proprio di Geoffrey Richmond, ovvero Paul Franck, alle calcagna del quale stava già la polizia militare.

## Produzione
Questo è il sesto film della saga di Charlie Chan prodotto dalla Fox.

## Curiosità
Il film di Robert Altman Gosford Park, ambientato nel 1932, prevede un personaggio che produce film di Charlie Chan e che si trova in Inghilterra per preparare le riprese di Charlie Chan in London.